# Trace Awards
 (mai 2014).
TRACE Awards est une cérémonie de remise de prix qui récompense des artistes urbains francophones. La cérémonie est diffusée pour la première fois le 14 mai 2013 sur Trace Urban en direct du Trianon à Paris. Elle s'arrête après sa seconde édition en 2014.
En 2023, pour le 20e anniversaire de Trace, le retour des Trace Awards a eu lieu à la BK Arena, au Rwanda, le 21 octobre 2023.

## Palmarès 2013
| Meilleure chanson | Meilleur album |
| --- | --- |
| - Wati House – Sexion d'Assaut - La Terre est ronde – Orelsan - Le Sens de la vie – Tal - On se connait – Youssoupha feat. Ayna | - Drôle de parcours - La Fouine - Noir D**** - Youssoupha - Extra Lucide - Disiz - L'Apogée - Sexion d'Assaut                                             |
| Révélation | Meilleur artiste africain |
| - Sultan - Swagg Man - 1995 - L.E.C.K.                                                                                          | - Fally Ipupa - X-Maleya - Molare - Patience Dabany |
| Meilleur artiste tropicale | Meilleure performance live |
| - Axel Tony - Kalash - N'Jie - Kim                                                                                              | - Sexion d'Assaut - Orelsan - Youssoupha - Disiz |
| Meilleur artiste masculin | Meilleure artiste féminine |
| - La Fouine - Orelsan - Booba - Sexion d'Assaut                                                                                 | - Zaho - Shy'm - Tal - Kenza Farah |
| Meilleur clip | Meilleure collaboration |
| - Les Disques de mon père - Youssoupha - Ils sont cools - Orelsan - Réel - 1995 - Crise de nerfs - Psy 4 de la rime             | - Ma meilleure - La Fouine feat. Zaho - Coup de cœur - Kenza Farah feat. Soprano - M'en aller - Canardo feat. Tal - Positif – Matt Houston feat. P-Square |

## Palmarès 2014
La seconde édition des TRACE Urban Music Awards s'est déroulée mercredi 22 octobre en direct du Casino de Paris. Un Award d'Honneur a été décerné au Ministère A.M.E.R. pour célébrer les 20 ans de l'album 95200. Akon y a interprété son nouveau single Each His Own ainsi qu'un medley de ses tubes.
| Meilleur artiste | Meilleure chanson |
| --- | --- |
| - Indila - Soprano - Black M - Maître Gims | - Ils nous connaissent pas - Soprano - Dernière danse - Indila - Magic In The Air - Magic System - Mme Pavoshko - Black M                |
| Meilleur clip | Révélation |
| - Sur ma route - Black M - Or Noir - Kaaris - Ils nous connaissent pas - Soprano - Venus - Joke                                                                                          | - Lacrim - Joke - Jul - Marin Monster - Niro                                                                                             |
| Meilleur artiste tropical | Meilleur groupe / Meilleure collaboration                                                                                                |
| - Femmes Fatales - Marvin - Keros-N - E.sy Kennenga | - The Shin Sekai - DJ Hamida feat. Kayna Samet, L'Artiste & Rim'K - Déconnectés - Maska feat. Maître Gims - Prie pour moi - Magic System |
| Meilleure punchline | Award d'Honneur |
| - Extrait de Majeur en l'air - Joke - Extrait de Miley - Dosseh - Extrait de OKLM - Booba - Extrait de Comme un dimanche - Dinos Punchlinovic - Extrait de Un Mal pour un bien - R.E.D.K | - Ministère A.M.E.R. |

## Palmarès 2023
Voici la liste des gagnants et nommées du palmarès 2023 des Trace Awards,.
| Best Artist France & Belgium | Best Artist North Africa |
| --- | --- |
| - Tayc - France - Aya Nakamura - France - Booba - France - Ninho - France - Ronisia - France - Soolking - France | - Dystinct - Maroc - Amira Zouhair - Maroc - Artmasta - Tunisie - ElGrande Toto - Maroc - Kader Japonais - Algérie - Raja Meziane - Algérie |
| Best Artist UK | Best Artist Indian Ocean |
| - Central Cee - Royaume-Uni - Headie One - Royaume-Uni - Ms Banks - Royaume-Uni - Raye - Royaume-Uni - Stormzy - Royaume-Uni | - Goulam - Comores - Donovan BTS - Maurice - GaEi - Madagascar - Mik’l - France - Sega el - France - Terrell Elymoor - France |
| Best Artist Rwanda | Best Artist East Africa |
| - Bruce Melodie - Rwanda - Ariel Wayz - Rwanda - Bwiza - Rwanda - Chriss Eazy - Rwanda - Kenny Sol - Rwanda | - Diamond Platnumz - Tanzanie - Bruce Melodie - Rwanda - Zuchu - Tanzanie - Khaligraph (Kenya) - Nadia Mukani (Kenya) - Azawi (Uganda) |
| Best Artist Francophone Africa | Best DJ |
| - Didi B (Côte d’Ivoire) - Emma’a (Gabon) - Fally Ipupa (DRC) - KO-C (Cameroon) - Locko (Cameroon) - Serge Beynaud (Ivory Coast) - Viviane Chidid (Senegal) | - Michael Brun (Haiti) - Danni Gato (Cape Verde) - DJ BDK (Ivory Coast) - DJ Illans - France - DJ Spinall (Nigeria) - Uncle Waffles (Swaziland) |
| Best Music Video | Best Producer |
| - Baddie - Yemi Alade (Nigeria) - 2 Sugar - Wizkid (Nigeria) et Ayra Starr (Nigeria) - Kpaflotage - Suspect 95 (Ivory Coast) - Loaded - Tiwa Savage (Nigeria) et Asake (Nigeria) - Ronda - Blxckie (South Africa) - Tombolo - Kalash - France - Yatapita - Diamond Platnumz - Tanzanie | - Tam Sir (Ivory Coast) - DJ Maphorisa (South Africa) - Juls (Ghana) - Kabza de Small (South Africa) - Kel-P (Nigeria) |
| Best Gospel Artist | Best Artist The Caribbean |
| - KS Bloom - Côte d'Ivoire - Benjamin Dube (South Africa) - Janet Otieno (Kenya) - Levixone (Uganda) - Moses Bliss (Nigeria) | - Rutshelle Guillaume - Modèle:Haiti - Admiral T - France - Bamby - France - Kalash - France - Maureen - France - Popcaan - Jamaïque - Princess Lover - France - Shenseea - Jamaïque |
| Best Artist Anglophone Africa | Best Global African Artist |
| - Asake - Nigeria - Ayra Starr - Nigeria - Black Sherif - Ghana - Davido - Nigeria - Diamond Platnumz - Tanzanie - Fireboy DML - Nigeria | - Calm Down - Rema - Nigeria - BKBN – Soraia Ramos (Cape Verde) - People – Libianca (Cameroon) - Suavemente – Soolking - France - Encre – Emma’a - Gabon - Sugarcane – Camidoh - Ghana - Last Last – Burna Boy - Nigeria - Rush – Ayra Starr - Nigeria - Peru – Fireboy DML - Nigeria et Ed Sheeran - Royaume-Uni - Sete – K.O (South Africa) - Cough – Kizz Daniel - Nigeria - MORTEL 06 – Innoss’B (DRC) |
| Best Newcomer | Best Collaboration |
| - Roseline Layo (Côte d’Ivoire) - Azawi (Uganda) - Krys M - Cameroun - Libianca (Cameroon) - Nissi - Nigeria - Odumodublvck - Nigeria - Pabi Cooper (South Africa) | - Unavailable – Davido (Nigeria) et Musa Keys (South Africa) - Many Ways – BNXN - Nigeria et Wizkid - Nigeria - Mine – Show Dem Camp - Nigeria et Oxlade - Nigeria - Peru – Fireboy DML - Nigeria et Ed Sheeran - Royaume-Uni - Second Sermon – Black Sherif (Ghana) et Burna Boy - Nigeria - Sete – K.O (South Africa), Young Stunna (South Africa) et Blxckie (South Africa) - Stamina – Tiwa Savage - Nigeria, Ayra Starr - Nigeria et Young Jonn - Nigeria - Trumpet – Olamide (Nigeria) et Ckay (Nigeria) |
| Best Dancer | Best Artist Lusophone Africa |
| - Robot Boii (South Africa) - Tayc - France - Uganda Ghetto Kids (Uganda) - Yemi Alade (Nigeria) - Zuchu (Tanzania) | - Lisandro Cuxi (Cape Verde) - Gerilson Insrael (Angola) - Perola (Angola) - Plutonio (Mozambique) - Soraia Ramos (Cape Verde) |
| Changemaker Trace Award – | Best Live |
| - Mr Eazi (Nigeria) | - Fally Ipupa (DRC) - Burna Boy (Nigeria) - Musa Keys (South Africa) - The Compozers (en) (Ghana) - Wizkid (Nigeria) - Yemi Alade (Nigeria) |
| Lifetime Achievement Award | Album of the Year |
| - 2Baba (Nigeria) | - Love Damini - Burna Boy (Nigeria) - DNK - Aya Nakamura - France - Maverick - Kizz Daniel (Nigeria) - More Love, Less Ego - Wizkid (Nigeria) - Timeless - Davido (Nigeria) - Work of Art - Asake (Nigeria) |
| Best Female Artist | Best Male Artist |
| - Viviane Chidid (Senegal) - Ayra Starr (Nigeria) - Josey (Ivory Coast) - Nadia Mukami (Kenya) - Soraia Ramos (Cape Verde) - Tiwa Savage (Nigeria) | - Davido (Nigeria) - Asake (Nigeria) - Burna Boy (Nigeria) - Diamond Platnumz (Tanzania) - Didi B (Ivory Coast) - K.O (South Africa) - Rema (Nigeria) |
| Best Artist Brazil | |
| - Ludmilla - Brésil - Djonga - Brésil - Iza - Brésil - Leo Santana - Brésil - Luedji Luna - Brésil | |

## Annexe